# Armee des heiligen Krieges

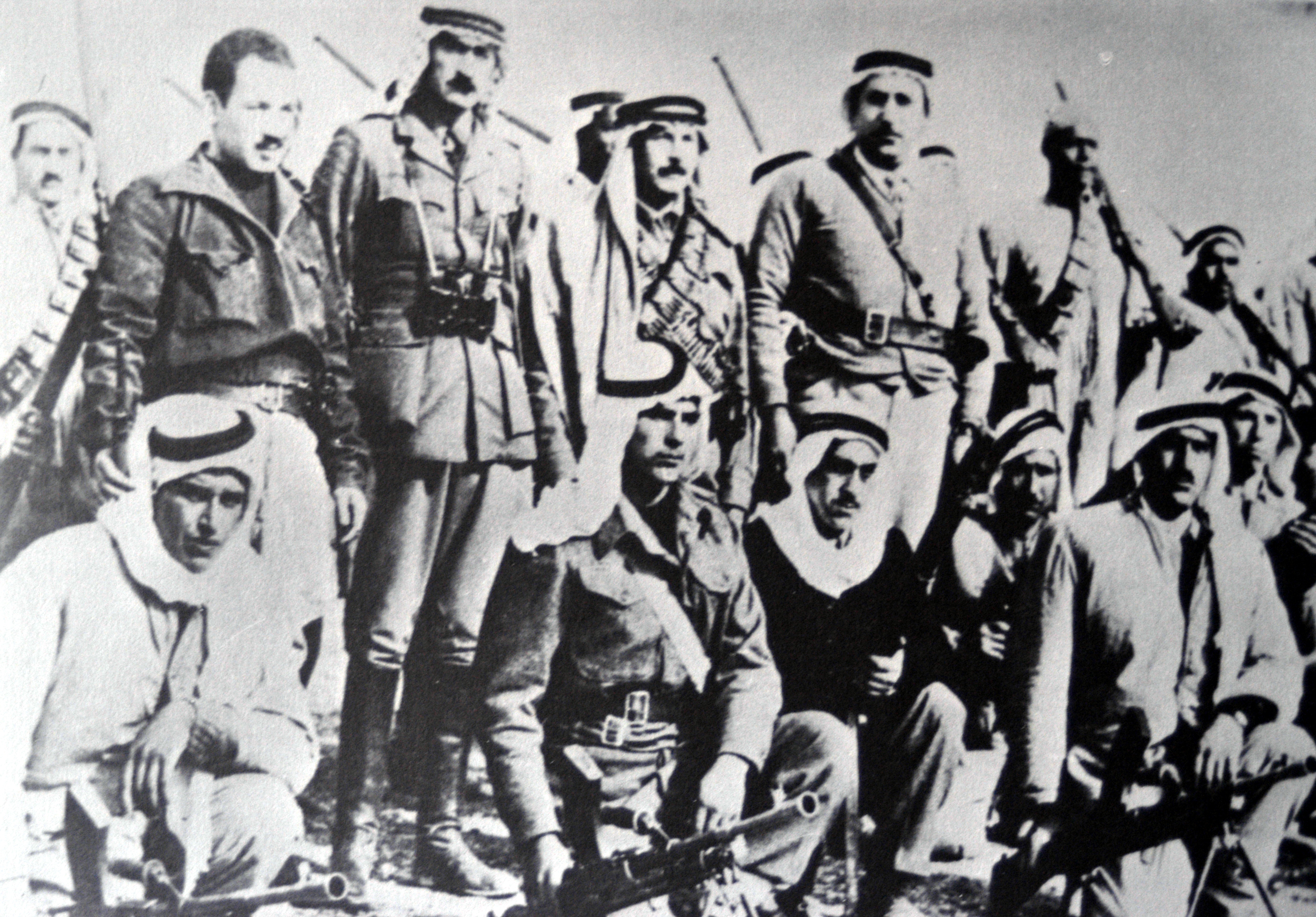
Abd al-Qadir al-Husseini (Mitte, stehend), Februar 1948

Als Armee des heiligen Krieges (arabisch جيش الجهاد المقدس, DMG Ǧaiš al-Ǧihād al-Muqaddas) bezeichnet man eine paramilitärische Formation der Palästinenser im Palästinakrieg 1948.
Die Ursprünge der Bezeichnung sind auf den Arabischen Aufstand 1936 zurückzuführen.
Zum Beginn der Feindseligkeiten zwischen dem Jischuw und den Palästinensern 1947 wurde die „Armee des heiligen Krieges“ als loser Verband von palästinensischen Milizen wieder gegründet. Den Oberbefehl hatte Abd al-Qadir al-Husseini, der die Einheiten rund um und in Jerusalem anführte. Dabei befahl er von Januar bis März 1948 mehrere Autobombenanschläge auf jüdische Ziele. Die Kampagne traf unter anderem die Zeitung Palestine Post (3 Tote), die beliebte Einkaufsmeile Ben-Jehuda-Straße (46 Tote) und das Hauptquartier der Jewish Agency (13 Tote). Dabei wurde auch das US-amerikanische Konsulat in Jerusalem schwer beschädigt. Als Bombenexperte diente der während des Zweiten Weltkriegs in Deutschland ausgebildete Fawzi al-Kutub. Al-Husaini fiel beim vergeblichen Versuch, das kurz zuvor in israelische Hand gefallene Castel zurückzuerobern, der die israelischen Versorgungswege nach Jerusalem kontrollierte. Sein Tod hatte einen katastrophalen Einfluss auf die Moral seiner Truppen.
Ein zweiter Verband blockierte unter Hasan Salama bei Lydda den Zugang zur Straße von Tel Aviv nach Jerusalem.
Die Milizen wurden im Rahmen der Operation Nachschon von der Hagana geschlagen und aufgerieben.
Versuche die Miliz im Westjordanland wieder aufzustellen wurden von jordanischer Seite zerschlagen. Ab dem 3. Oktober 1948 wurden alle irregulären Formationen auf Befehl durch die Arabische Legion entwaffnet.